# PortAventura World
|  | No s'ha de confondre amb PortAventura Park. |

PortAventura World és un complex turístic català format per dos parcs temàtics (PortAventura Park i Ferrari Land), un parc aquàtic (PortAventura Caribe Aquatic Park), sis hotels temàtics, tres camps de golf i un centre de convencions. Es troba a la comarca del Tarragonès, entre Salou i Vila-seca. El complex va ser inaugurat el 13 de juny del 2002 i es va construir al voltant del parc Port Aventura. Segons dades de l'any 2019, PortAventura World rep uns 5 milions de visitants a l'any.
El parc Port Aventura va ser inaugurat l'1 de maig del 1995 per l'aleshores president de la Generalitat de Catalunya Jordi Pujol. Va ser el primer parc temàtic dels Països Catalans i actualment és el sisè més visitat d'Europa. Està dividit en sis grans zones temàtiques: Mediterrània, Polinèsia, Xina, Mèxic, Far West i SésamoAventura. Entre les atraccions emblemàtiques del parc hi ha les muntanyes russes Dragon Khan, Shambhala i Furius Baco.
PortAventura World és propietat de Resord Holdings B.V., un conglomerat empresarial propietat d'empreses filials d'inversió com el grup italià Investindustrial, que té el 50,1% de les accions, i de la multinacional estatunidenca KKR, el polèmic fons d'inversió prosionista, que en té el 49,9% restant. Caixa d'Estalvis i Pensions de Barcelona, que havia estat accionista des de la creació del parc fins al 2012, manté la propietat dels terrenys de golf i del Beach Club. El setembre de 2023 es va anunciar que Investindustrial i KKR posaven a la venda el complex turístic per uns mil milions d'euros.
El 2025 donava feina directament o indirectament a 24.000 persones i representava el 12% del PIB de l’àrea del Camp de Tarragona i el 0,5% del Principat.

## Història

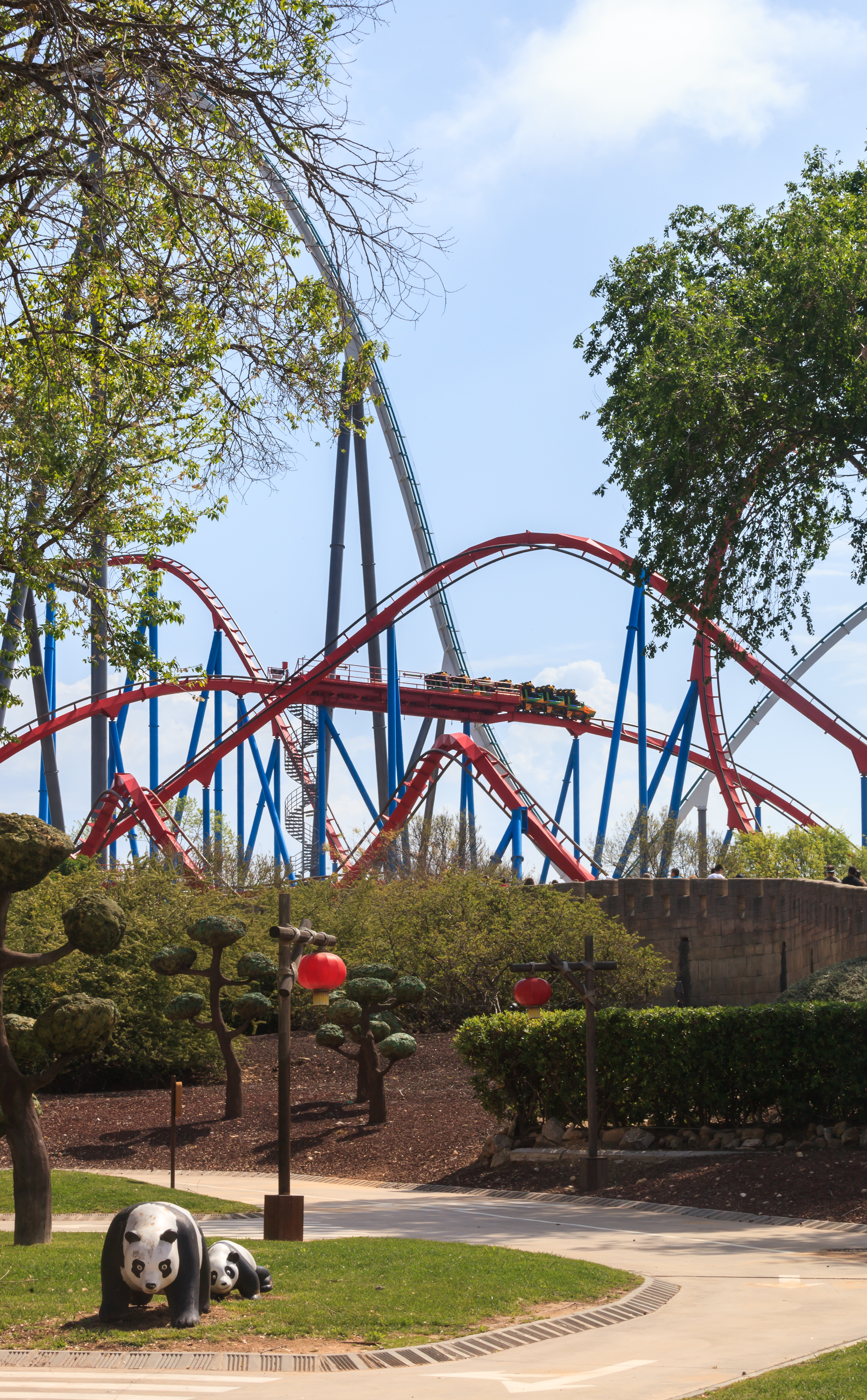
Les muntanyes russes Dragon Khan i Shambhala, a l'àrea de la Xina de PortAventura Park

El complex turístic PortAventura World té l'origen al parc temàtic PortAventura Park, inaugurat el primer de maig del 1995 i construït per The Tussauds Group (una filial del grup Pearson), Caixa d'Estalvis i Pensions de Barcelona, Anheuser Busch i FECSA. El projecte inicial, anomenat Tibi-Gardens, preveia construir dos parcs més: un de dedicat al cinema i un altre sobre la tecnologia i el futur. La idea del parc cinematogràfic es va rescatar el 1997 i es buscà el suport d'Universal Studios, que finalment entrà a l'accionariat de Port Aventura l'any següent. La proposta quedà aparcada el 1999 perquè encara no es rebien prou visitants.
La creació del complex turístic va ser el 2002, després que Universal Studios entrés a l'accionariat del parc i es construïssin els primers hotels (l'Hotel Port Aventura i l'Hotel El Paso) i el parc aquàtic Costa Caribe. El complex s'anomenava Universal Mediterranea. Un any després obrí l'Hotel Caribe Resort, que no va pertànyer a Port Aventura fins al 2005.
El 2005, a causa de la sortida d'Universal, La Caixa va comprar el 37% dels estudis i es canvià el nom del complex per PortAventura, amb l'espai tipogràfic suprimit per poder registrar el nom. També s'inauguraren el nou passeig marítim i els vials de la Platja Llarga. El 2006 va obrir el Beach Club i dos anys després PortAventura Golf, amb tres camps, dos dels quals dissenyats per Greg Norman. El 2010 el Beach Club i el Golf van passar a formar part de Lumine.
L'oferta d'hotels s'amplià el 2009 amb la construcció del Gold River, ambientat al Far West. També s'inaugurà un centre de convencions amb capacitat per a 4.000 persones. El 2011 s'amplià PortAventura Park i es construí la sisena àrea temàtica, SésamoAventura. El parc aquàtic s'amplià el 2013.
El 2013 el complex va canviar de nom per anomenar-se PortAventura European Destination Resort, i es creà una zona d'estacionament per a autocaravanes. En aquesta zona d'estacionament, PortAventura Resort ofereix l'espai apropiat per a aquest tipus de vehicles on es pot pernoctar amb tots els serveis necessaris. Gaudeix d'un accés molt bo al parc, pel fet d'estar situat al costat de l'hotel Gold River.
El 2014 s'instal·la la carpa blanca del Cirque du Soleil per a l'espectacle Kooza. Aquest espectacle es va dur a terme durant l'estiu (des del 10 de juliol fins al 30 d'agost). Va tenir una assistència de 100.000 espectadors. PortAventura Resort es convertí en el primer resort d'Europa a acollir un espectacle del Cirque du Soleil. Després de l'èxit, PortAventura Resort i Cirque du Soleil negociaren, per a la temporada 2015, un nou espectacle. El gener de 2015, Portaventura Resort anuncia la construcció d'un nou hotel de 78 habitacions, anomenat Hotel The Callaghan's, i el primer allotjament de cinc estrelles, l'Hotel Mansión de Lucy.
El 2016 canvià el nom del resort a PortAventura World Parks & Resort. L'any següent obrí el tercer parc temàtic, Ferrari Land, que va ser inaugurat el 7 d'abril, dedicat a la companyia italiana d'automòbils.
El 2019 va entrar en servei el sisè hotel, Colorado Creek, dins de l'àrea d'allotjaments del Far West. Fins al 2019 el complex havia rebut en total 90 milions de visites. El 2020 PortAventura World només va poder obrir de juliol a octubre i va tenir unes pèrdues de 43,5 milions d'euros a causa de la pandèmia de COVID-19. La xifra de visitants va caure fins als 1,46 milions, contra els 5,2 milions del 2019, però va remuntar passada la pandèmia: el 2023 va arribar als 5,5 milions. El 2024 va començar la temporada més aviat que mai, tot just el 9 de febrer —se solia retardar fins al març o l'abril—, amb la previsió d'obrir 307 dies, el període més llarg d'ençà de la inauguració del parc el 1995.

## Gestió i economia
Quan Universal Studios vengué les seves accions a La Caixa, el 2004, i també sortí Anheuser Busch, el grup, a través de Criteria CaixaCorp, es convertí en accionista únic del complex turístic. El 2009, però, La Caixa cedí el 50% de la societat al fons italià Investindustrial. L'operació no fou una compravenda, sinó una ampliació de capital de 94,8 milions d'euros.
Arran d'aquesta operació, el complex turístic es dividí en dues empreses: Port Aventura Entertainment, SA, llavors propietat a parts iguals entre Criteria i Investindustrial, és la responsable dels parcs, els hotels i el centre de convencions; Mediterranea Beach & Golf Community, propietat al 100% de Criteria, té el negoci immobiliari, és a dir, el Golf, el Beach Club i els terrenys edificables.
El novembre del 2012, InvestIndustrial comprà el 50% restant dels parcs que encara mantenia Criteria, per 105 milions d'euros. Ara bé, el 100% d'accions dels terrenys edificables adjacents continuen íntegrament en mans de Criteria. El desembre del 2013, el fons estatunidenc KKR comprà el 49,9% de les accions, mentre Invesindustrial en conservava el 50,1%; així s'ha mantingut la propietat de l'empresa d'aleshores ençà.
Durant el 2020, a causa de la pandèmia de COVID-19 i les restriccions derivades, el parc només va poder obrir poc més de 100 dies. Això va disparar les pèrdues anuals fins a 43,5 milions d'euros i un endeutament total de 93,7 milions.

## PortAventura Park
El PortAventura Park és el principal parc d'atraccions de PortAventura World. Té 105 hectàrees i 6 àrees temàtiques amb una variada oferta d'atraccions, espectacles, botigues i restauració. L'entrada es fa per la Mediterrània, on es recrea un poble de pescadors de la Costa Daurada. A la Polinèsia dominen la vegetació i les atraccions exòtiques. Amb vaixell des de la Mediterrània s'arriba a la Xina, dividida en la part baixa, rural, i la part alta, imperial; es recrea l'època de la dinastia Song, pels volts de l'any 1100. També està dividit en dues parts Mèxic: el Mèxic maia i el colonial. L'àrea del Far West, d'estil estatunidenc, és la més extensa del parc i s'hi pot arribar en tren des de la Mediterrània. SésamoAventura és l'única àrea construïda després de la inauguració de Port Aventura; oberta el 2011, està pensada per al públic infantil, amb temàtica de Barri Sèsam.

Àrees de PortAventura
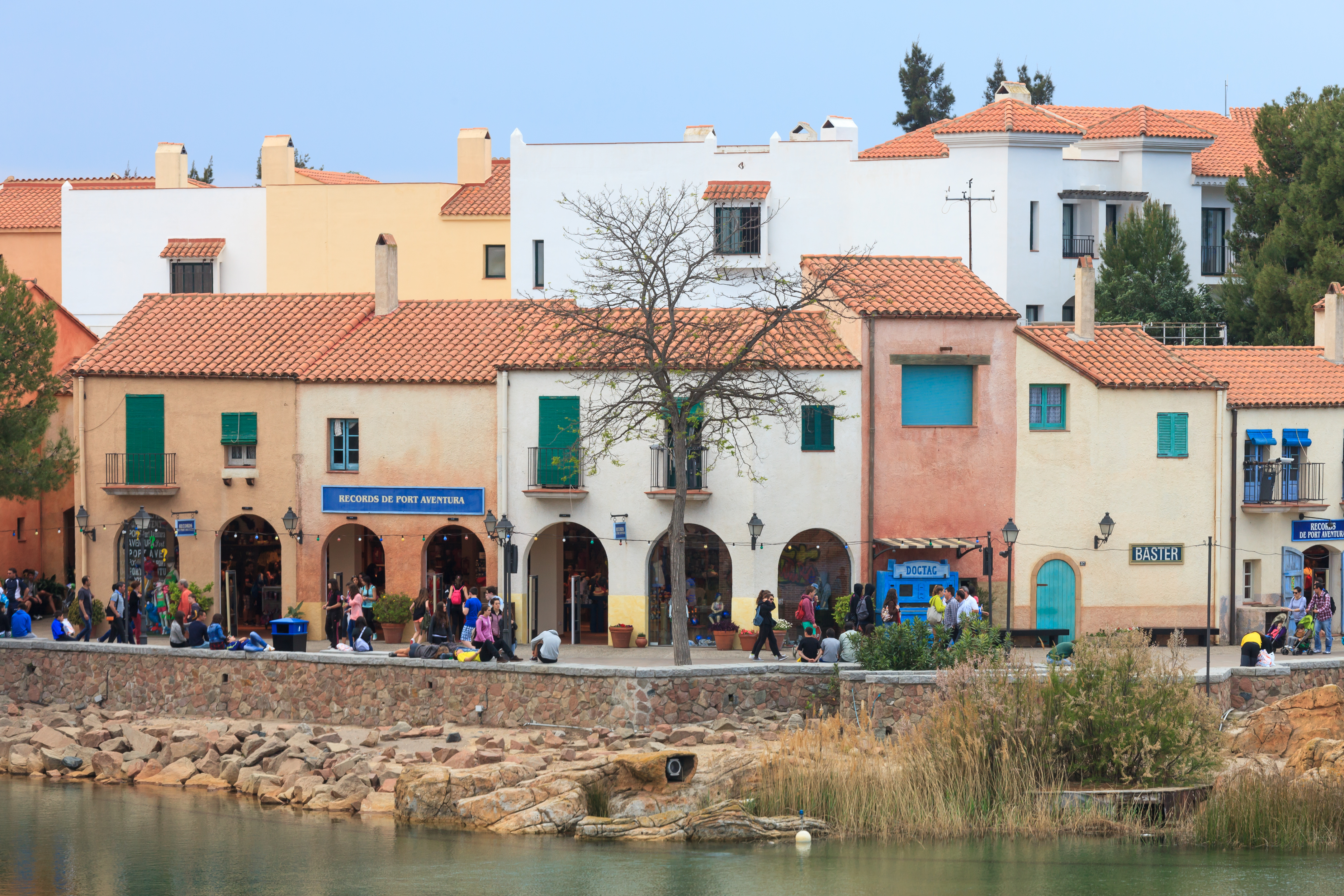
Mediterrània
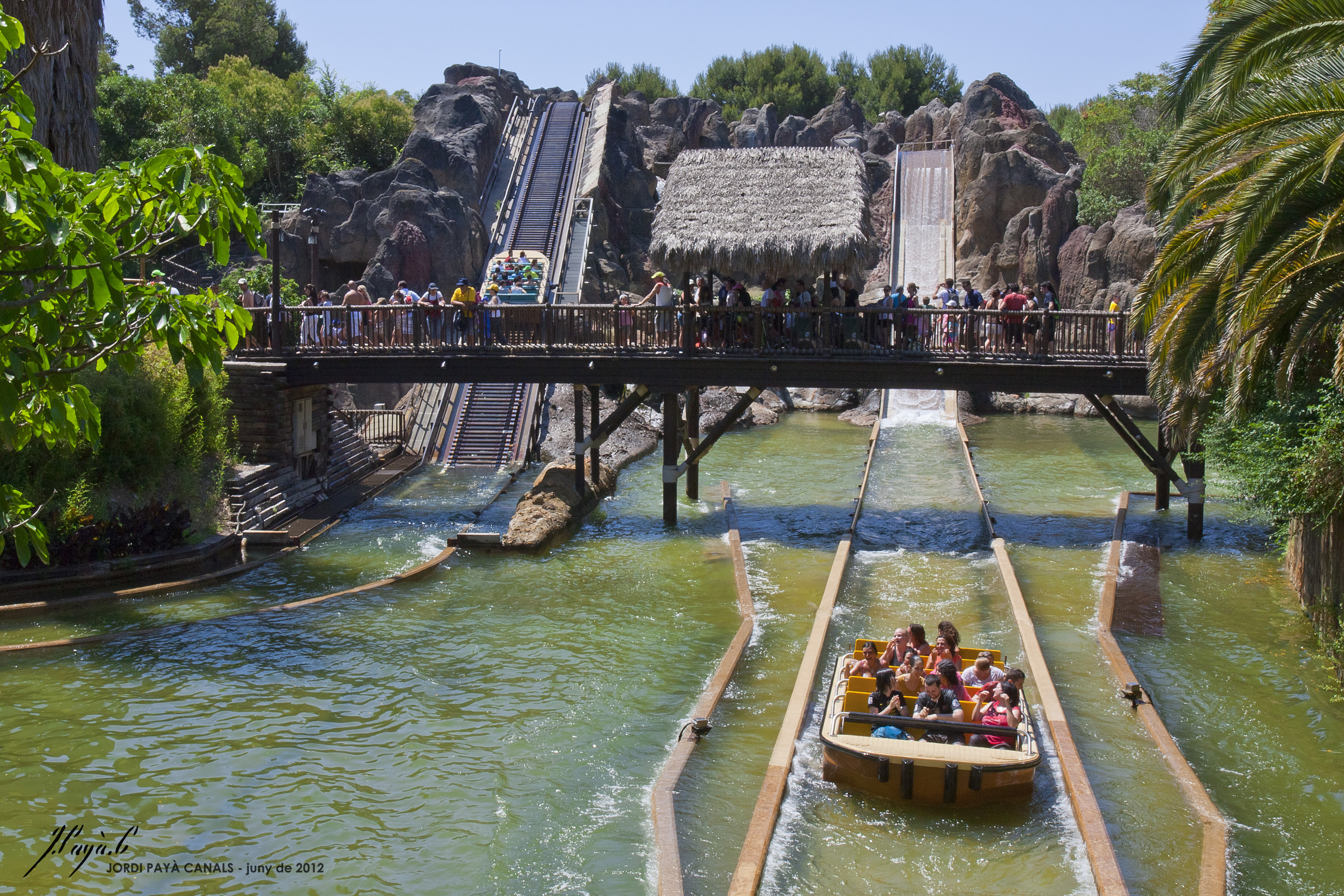
Polinèsia
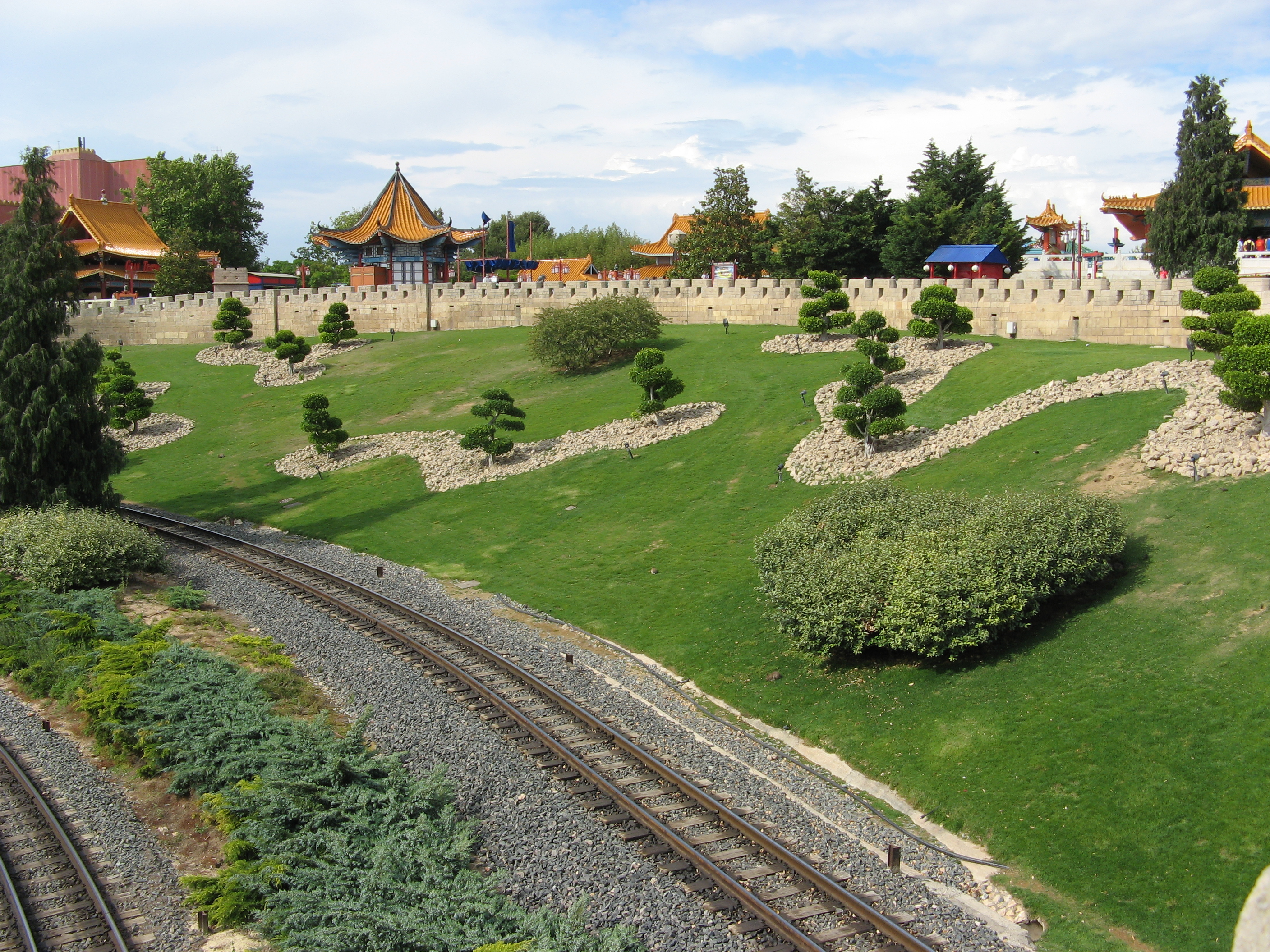
Xina
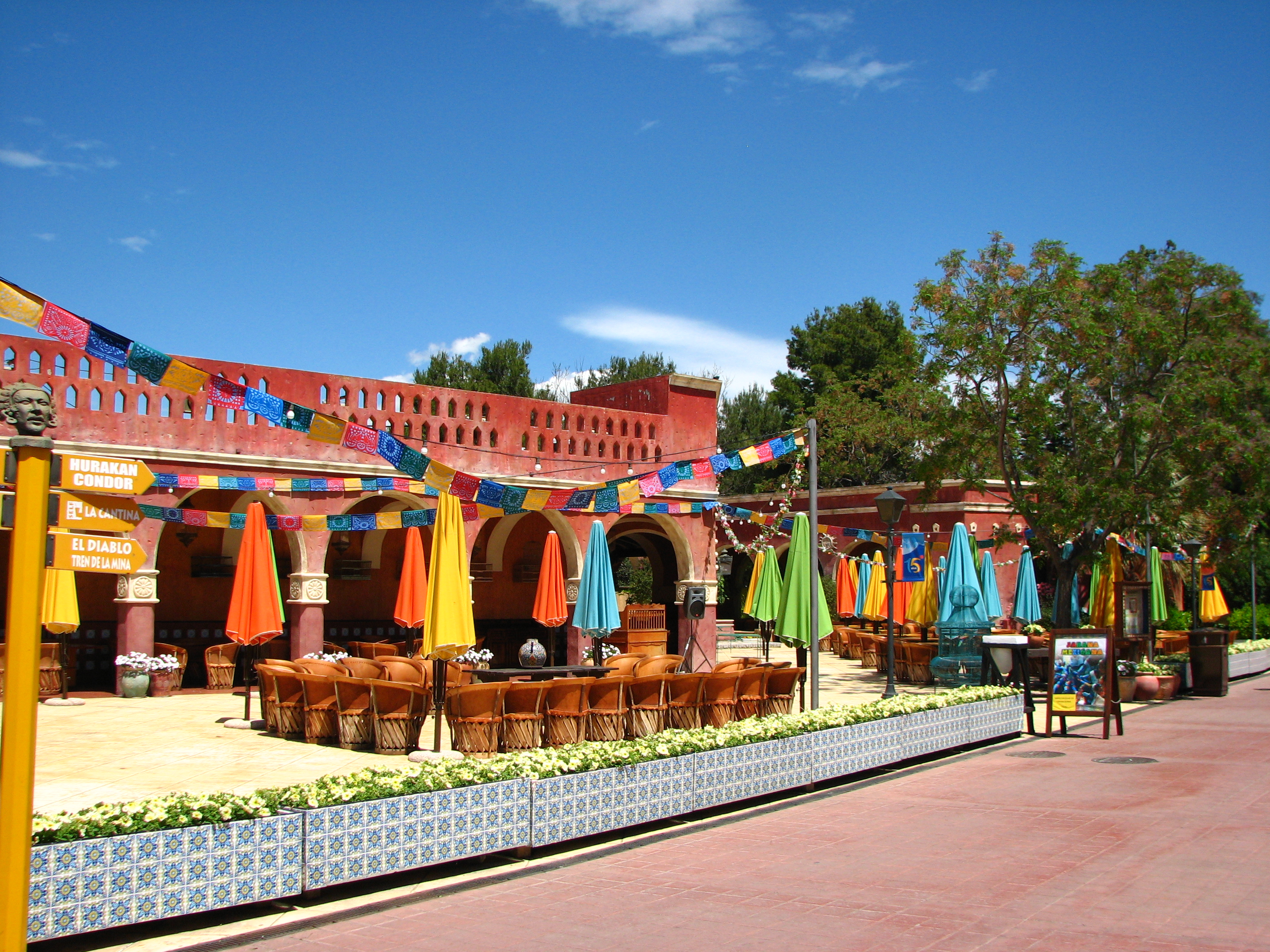
Mèxic
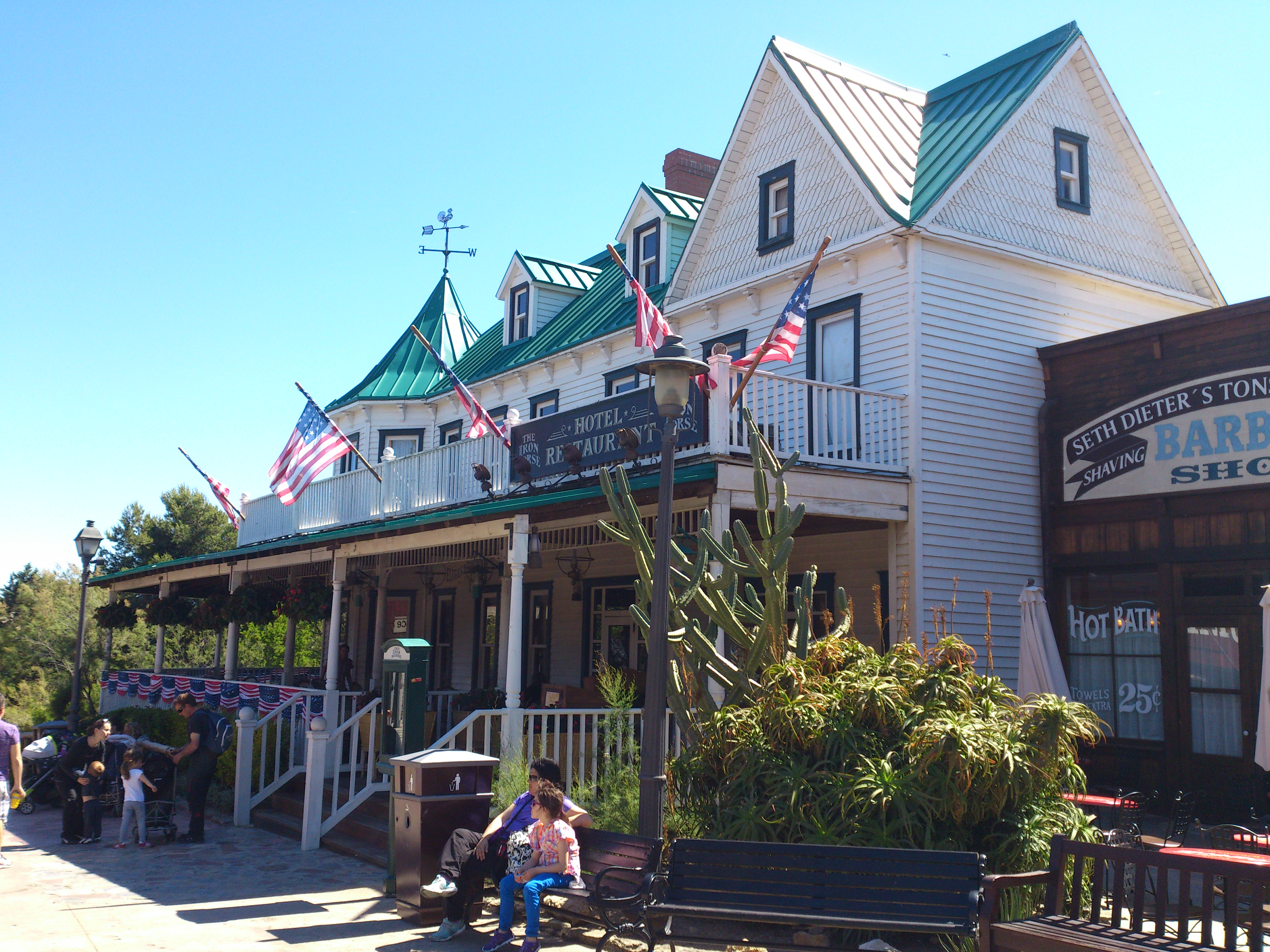
Far West
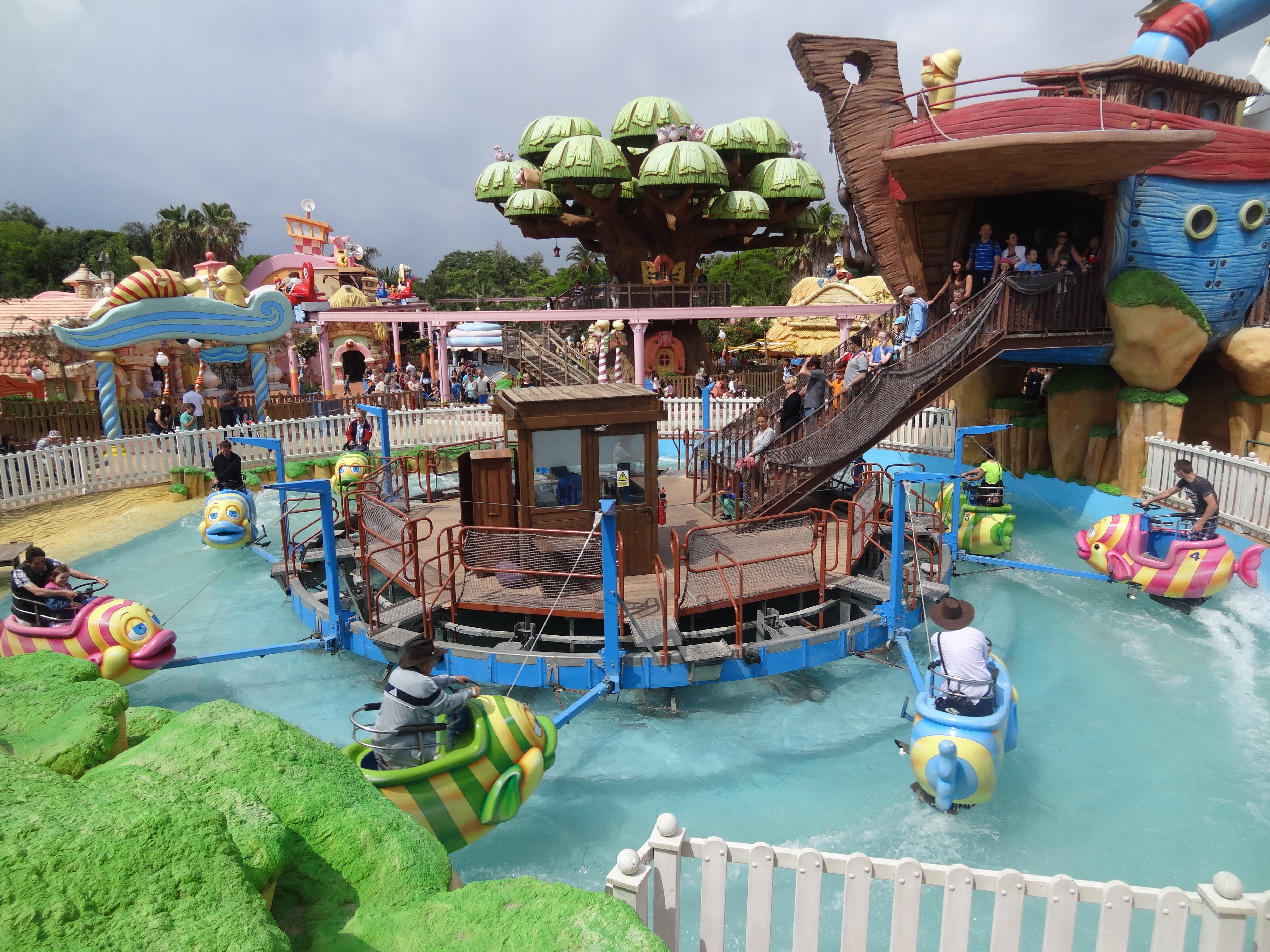
SésamoAventura

## Principals atraccions de PortAventuraPark
Un dels principals motius pels quals és conegut PortAventura Park són les seves emblemàtiques atraccions, distribuïdes en les 6 àrees temàtiques.
A l'àrea de la Mediterrània, per la qual s'accedeix al parc, s'hi troba l'atracció Furius Baco, una muntanya russa de llançament accelerat que assoleix els 135 km/h en pocs segons, essent així considerada una de les més ràpides d'Europa.
Una de les atraccions que més èxit té en èpoques caloroses és el Tutuki Splash, situada a l'àrea de la Polinèsia. Aquesta atracció aquàtica fa un recorregut al voltant d'un volcà fictici, amb dues baixades que culminen en una gran esquitxada als passatgers.
L'àrea inspirada en la Xina Imperial recull les muntanyes russes més destacades del parc. El Dragon Khan, un dels emblemes del parc, que consisteix en una muntanya russa amb vuit inversions i una velocitat màxima de 110 km/h. Per altra banda, el Shambhala, que en el moment de la seva inauguració va ser la més alta i ràpida d'Europa, és una muntanya russa tipus hypercoaster d'una alçada de 76 metres i una velocitat màxima de 134 km/h, que ofereix grans caigudes.
A l'àrea que recrea un poble mexicà hi trobem l'Hurakan Condor, una gran torre de caiguda lliure de 100 metres d'alçada, des de la qual els visitants gaudeixen d'unes impressionants vistes a tot al parc abans de viure una experiència d'adrenalina. En la mateixa àrea també hi trobem El Diablo o Tren de la Mina, una muntanya russa familiar ambientada en una mina.
L'Stampida, situat a la zona del Far West, és una de les atraccions mítiques del parc, que consisteix en una muntanya russa de fusta, en la que dos trens, un de vermell i un de blau, competeixen entre si per a veure quin és més ràpid. En la mateixa zona hi trobem el Silver River Flume, una mítica atracció de troncs aquàtics amb un gran descens final.
En últim lloc, a la zona de SésamoAventura, dedicada als més petits, cal destacar el CocoPiloto, una atracció monoraïl suau per gaudir de les vistes de la zona.

## PortAventura Caribe Aquatic Park
PortAventura Caribe Aquatic Park és el parc aquàtic de PortAventura World, inaugurat el primer de juny del 2002. Té 14 atraccions repartides en 50.000 metres quadrats. El parc, d'ambientació caribenya, és majoritàriament a l'aire lliure, però té una zona coberta. Obre de maig a setembre.
El 2013 es va ampliar en 14.000 metres quadrats i es va construir el tobogan de caiguda lliure més alt d'Europa, King Khajuna, de 31 metres.
Sol rebre uns 330.000 visitants a l'any, segons dades del 2019.

## Ferrari Land

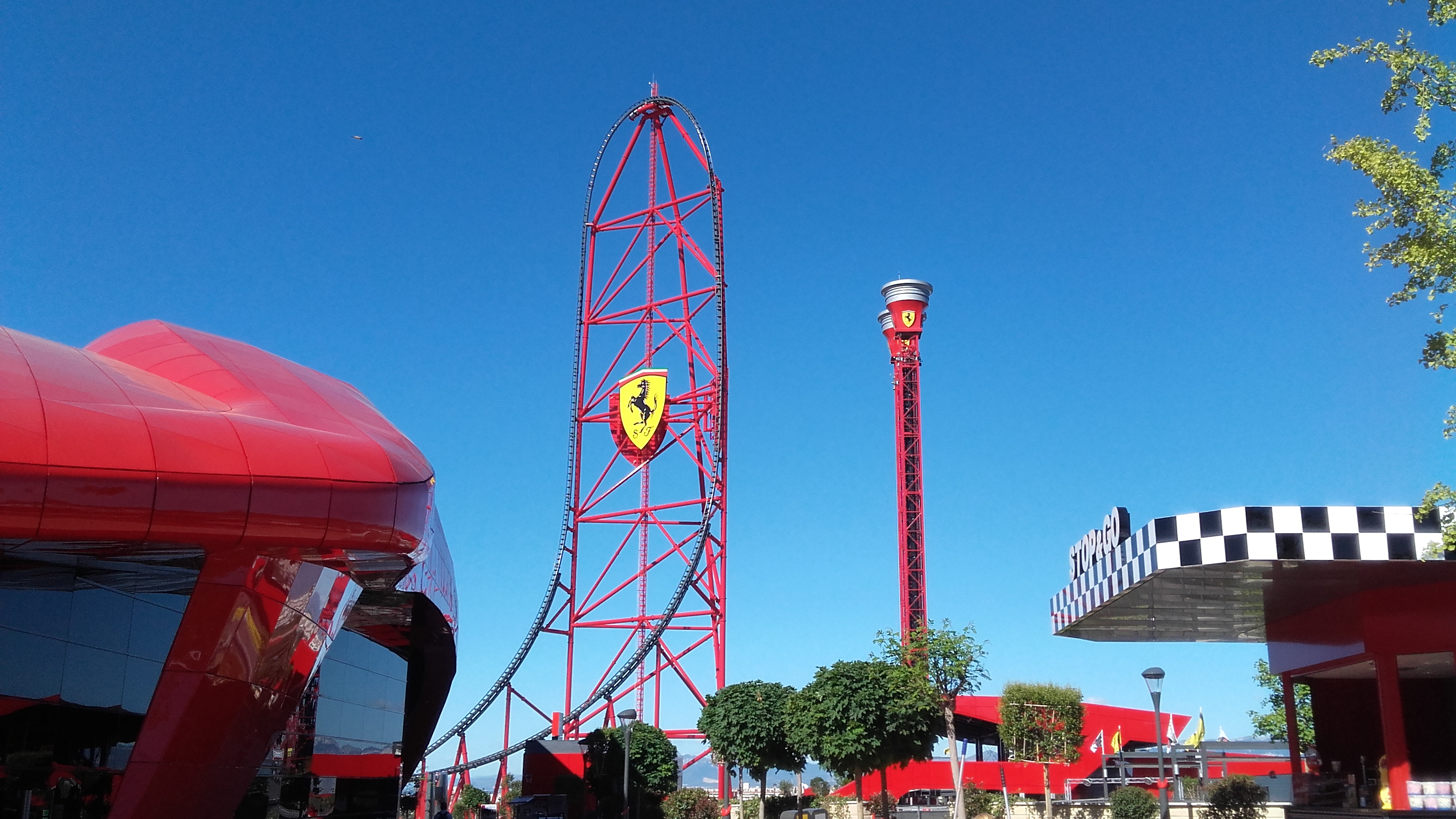
Red Force, a Ferrari Land, és la muntanya russa més alta i ràpida d'Europa.

Ferrari Land és el segon parc temàtic de PortAventura World dedicat a la companyia Ferrari i d'ambientació italiana. Està situat al costat de PortAventura Park i ocupa una superfície de 70.000 metres quadrats. Va obrir el 7 d'abril del 2017.
La principal atracció del parc és l'accelerador vertical Red Force, una muntanya russa de 112 metres d'altura que arriba als 180 km/h en cinc segons. És la muntanya russa més alta i ràpida d'Europa. Altres atraccions destacades són les torres de rebot i caiguda lliure Thrill Towers i el simulador 4D Flying Dreams que porta l'espectador en un viatge seguint els cotxes de Ferrari.

## Hotels

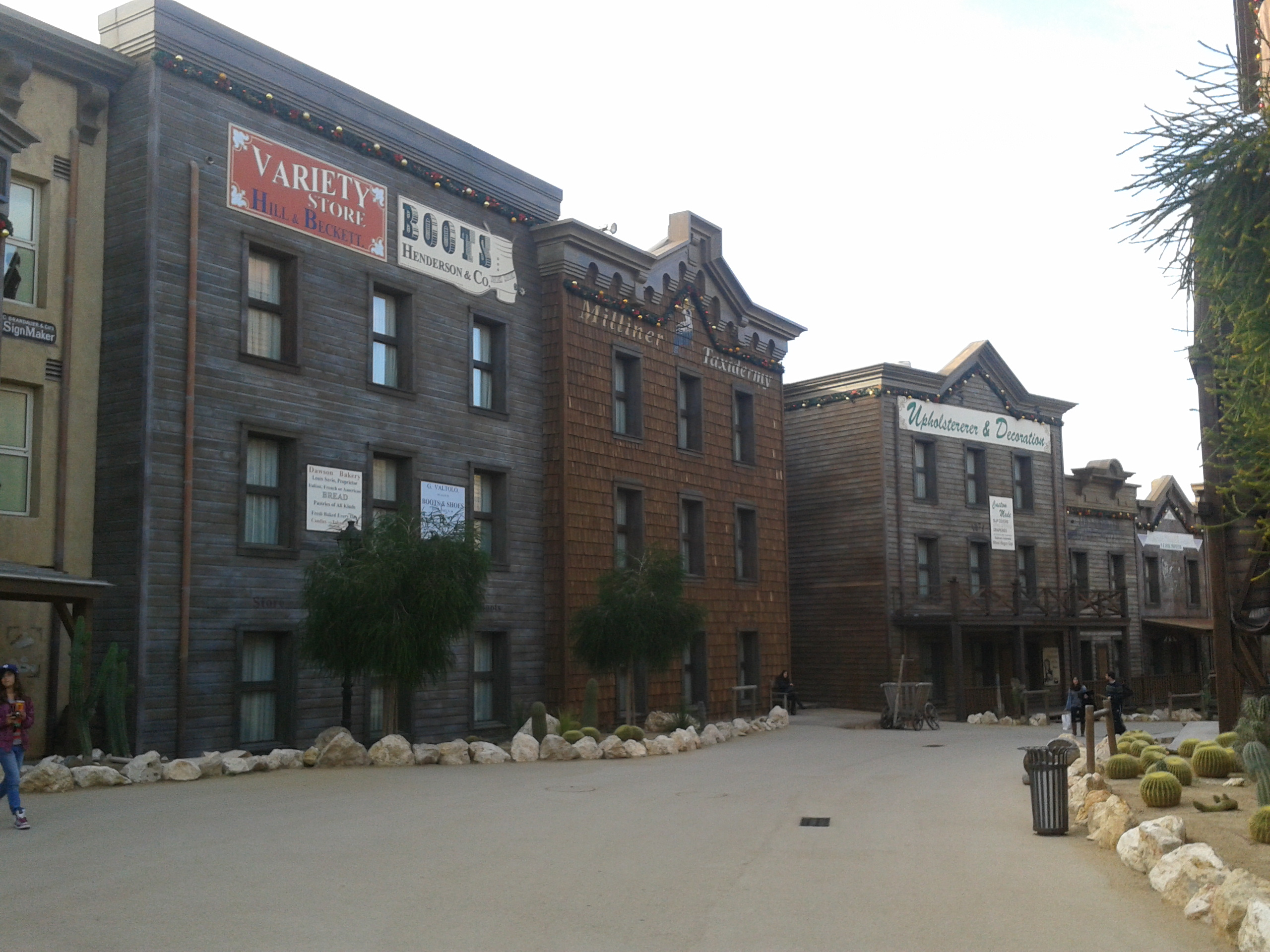
L'Hotel Gold River recrea un poble del Far West.

PortAventura World compta amb sis hotels temàtics, que es van anar construint gradualment. Cada hotel té una temàtica pròpia —excepte el Gold River, Mansión de Lucy i el Colorado Creek, ambientats tots al Far West. Quatre dels hotels estan connectats directament amb PortAventura Park, mentre que els altres dos se situen fora del recinte però dins el complex turístic. D'altra banda, el complex disposa d'una zona d'estacionament per a autocaravanes.
- L'Hotel PortAventura, de quatre estrelles i 500 habitacions, recrea un poble de la costa catalana i té accés directe al parc per l'àrea de Mediterrània i al centre de convencions. Va obrir el 2002.
- L'Hotel El Paso, de quatre estrelles i 500 habitacions, té una ambientació mexicana colonial. Va obrir el 2002.
- L'Hotel Caribe, de quatre estrelles i 500 habitacions, és d'aire tropical, amb una piscina de sorra. Va obrir el 2003.
- L'Hotel Gold River, de quatre estrelles i 550 habitacions, està ambientat en un poble del Far West fundat arran de la descoberta d'una mina d'or. Té accés directe al parc per l'àrea del Far West i va ser inaugurat el 2009.
- L'Hotel Mansión de Lucy, de cinc estrelles i 30 habitacions, és en una mansió estatunidenca d'estil victorià, al costat de l'Hotel Gold River. Va obrir el 2015[23]
- L'Hotel Colorado Creek, de quatre estrelles superior i 300 habitacions, està ambientat en l'època de la febre de l'or, situat darrere del Mansión de Lucy, com a part del complex hoteler que comença al Gold River. Va obrir el 2019.

Es projectà un hotel de cinc estrelles a Ferrari Land, que no es va materialitzar.

## LaLiga TwentyNine's
LaLiga TwentyNine's és un bar esportiu ambientat en la lliga espanyola de futbol. És fruit d'un acord de PortAventura World amb la lliga espanyola i l'empresa Kosmos, del jugador del FC Barcelona Gerard Piqué. El restaurant ofereix partits de futbol en directe. Va obrir el desembre del 2021 i és independent de la resta de parcs, tant per l'accés com per l'horari d'obertura.
L'acord de les tres empreses preveu a "mitjà termini" la construcció d'una atracció dedicada al futbol i més endavant un parc temàtic de la lliga.

## Altres instal·lacions
El 2009 va obrir el centre de convencions de Port Aventura, al costat de l'Hotel Port Aventura. Compta amb 24 sales i una capacitat màxima de 6.000 persones.
La Fundació Port Aventura va inaugurar el 2019 Dreams Village, una vila amb sis habitatges i espais lúdics pensats per acollir nens amb malalties greus i les seves famílies en el procés de recuperació. És un projecte social que té la col·laboració dels hospitals Vall d'Hebron i Sant Joan de Déu, i de la Creu Roja, entre d'altres.
El 2008 va obrir al públic PortAventura Golf, un conjunt de tres camps de golf, cinc recorreguts de joc, 18 forats i 200 hectàrees. Un any després, amb l'entrada d'Investindustrial en la propietat de PortAventura World, els camps i el Beach Club van passar a ser de La Caixa (que els gestiona a través de Criteria), propietària al 100% de l'empresa Mediterranea Beach & Golf Community. Aquestes instal·lacions es van explotar sota el nom comercial de Lumine i, des del 2022, Infinitum.